# Розумівка (Бориспільський район)
Розу́мівка — село в Україні, в Яготинській міській громаді Бориспільського району Київської області. Населення становить 7 осіб.

## Історія
1859 - 6 дворів, 60 жителів.
- Хутір є на мапі 1868 року.[3]

1910 року - хутір Яготинської волості Пирятинського повіту Полтавської губернії, 20 господарств, 146 мешканців разом з найманими робітниками.
- На початку 1930-х років входило до складу Пирятинського району Полтавської області.
- Колгосп створений у 1929 році.

- Село постраждало від колективізації та Голодомору — геноциду радянського уряду проти української нації.За свідченнями очевидців Голодомору в селі померло 54 особи, які поховані на місцевому кладовищі[5].